# Малые Извалы
Ма́лые Изва́лы — деревня Елецкого района Липецкой области России. Входит в состав сельского поселения Большеизвальский сельсовет.

## География
Находятся в устье небольшой речки.
Улица одна — Садовая.

## История
Малые Извалы возникли не позднее начала XVIII века как селение около села Большие Извалы. Упоминаются на картах 1778 года.

## Топоним
Название — парное к топониму Большие Извалы, так называется село 4 км северо-западнее.
Название происходит от слова вал (здесь водораздельный гребень).

## Население
| 2008 | 2010 |
| ---- | ---- |
| 125  | ↘108 |

## Инфраструктура
Личное подсобное хозяйство.
Социальная инфраструктура (школа, детсад и т.д.) находится в соседнем селе Большие Извалы

## Транспорт
Автодорога от села Большие Извалы. Остановка общественного транспорта «Малые Извалы». Автобусное сообщение с городом Елец. 
Просёлочные дороги. 
В 12 км севернее на железнодорожной линии Грязи — Елец находится станция Извалы.